# Nazionale femminile di rugby a 7 dell'Inghilterra
La nazionale di rugby a 7 femminile dell'Inghilterra è la selezione femminile che rappresenta l'Inghilterra a livello internazionale nel rugby a 7.
La nazionale inglese ha partecipato all'edizione inaugurale della Coppa del Mondo femminile, disputata a Dubai nel 2009, vincendo la finale del Plate dopo avere sconfitto il Canada 12-0. A partire dal 2012, anno di istituzione del torneo, ha iniziato a competere anche nelle World Rugby Sevens Series femminili piazzandosi al secondo posto al loro debutto. A livello europeo partecipa invece al Sevens Grand Prix Series femminile, competizione che ha vinto sei volte.
L'Inghilterra, ancora una volta, non è riuscita ad andare oltre i quarti di finale durante la Coppa del Mondo 2013; le inglesi sono nuovamente giunte nella finale del Plate ma stavolta sono state sconfitte 14-5 dall'Australia. 
Piazzandosi al quarto posto alle Sevens Series 2014-15, la squadra inglese ha garantito alla selezione olimpica britannica la qualificazione al primo torneo olimpico di rugby a 7 dei Giochi di Rio de Janeiro 2016.

## Palmarès
- Giochi del Commonwealth

Gold Coast 2018: medaglia di bronzo
- Sevens Grand Prix Series femminile: 6

2004, 2005, 2008, 2009, 2011, 2012

## Partecipazioni ai principali tornei internazionali
- 2009: vincitore Plate
- 2013: finalista Plate
- 2018: 9º posto

- 2012-13:  2º posto
- 2013-14: 4º posto
- 2014-15: 4º posto
- 2015-16: 4º posto
- 2016-17: 8º posto
- 2017-18: 8º posto
- 2018-19: 6º posto
- 2019-20: 8º posto

- 2018:  3º posto

- 2004:  1º posto
- 2005:  1º posto
- 2006:  2º posto
- 2007:  2º posto
- 2008:  1º posto
- 2009:  1º posto
- 2010: 5º posto
- 2011:  1º posto
- 2012:  1º posto
- 2013:  2º posto
- 2014:  3º posto
- 2015: 4º posto
- 2016: n.p.
- 2017: 4º posto
- 2018: 6º posto
- 2019: 8º posto